# Wadim Bakatin
Wadim (Władimir) Wiktorowicz Bakatin (ros. Вадим Викторович Бакатин, ur. 6 listopada 1937 w Kisielowsku, zm. 31 lipca 2022 w Moskwie) – radziecki polityk, ostatni szef Komitetu Bezpieczeństwa Państwowego KGB ZSRR.

## Życiorys
Był ministrem spraw wewnętrznych ZSRR w latach 1988–1990. Od 1964 członek KPZR, 1973-1975 II sekretarz Komitetu Obwodowego KPZR w Kostromie, od marca 1985 do maja 1987 I sekretarz Komitetu Obwodowego KPZR w Kirowie, od maja 1987 do października 1988 I sekretarz Komitetu Obwodowego KPZR w Kostromie. Deputowany do Rady Najwyższej ZSRR 11 kadencji. Po nieudanym puczu skierowanym przeciw Michaiłowi Gorbaczowowi, został przez niego mianowany szefem KGB.
Funkcję tę sprawował od 23 sierpnia do 22 października 1991 roku. 
Pochowany na Cmentarzu Trojekurowskim.

## Ordery i odznaczenia
- Order Lenina
- Order „Znak Honoru”